# Ernst Gäßler
Ernst Gäßler (* 12. Dezember 1889 in Kirchen-Hausen, Baden; † April 1945 in Debrecen) war ein deutscher Politiker der Kommunistischen Partei Deutschlands (KPD) und Bauernfunktionär. Er war Abgeordneter des Badischen Landtags.

## Leben
Gäßler arbeitete auf dem Hof der Eltern, den er später erbte. Bereits vor dem Ersten Weltkrieg war er Mitglied der Sozialdemokratischen Partei Deutschlands. Er wechselte dann in die Unabhängige Sozialdemokratische Partei Deutschlands und wurde schließlich Mitglied der KPD. Am 30. Oktober 1921 wurde Gäßler für die KPD in den Badischen Landtag gewählt, dem er bis 1925 angehörte. Im Oktober 1923 nahm Gäßler am Ersten Internationalen Bauernkongress in Moskau teil. In den Reichstagswahlen 1928 und 1930 war er Kandidat auf der Reichsliste der KPD, wurde aber nicht gewählt. Von 1929 bis 1932 fungierte Gäßler als Leiter des Badischen Pächter- und Kleinbauernverbandes. Gäßler war auch Mitglied des Deutschen Komitees zur Vorbereitung des Europäischen Bauernkongresses. 
Nach der nationalsozialistischen Machtergreifung im Jahr 1933 war Gäßler einige Zeit inhaftiert. Gegen Ende des Zweiten Weltkrieges wurde er zum Kriegsdienst eingezogen und an der Ostfront eingesetzt. Gäßler starb im April 1945 in einem sowjetischen Kriegsgefangenenlager im ungarischen Debrecen.